# Remparts de Moret-sur-Loing
Les remparts de Moret-sur-Loing sont un ensemble de fortifications situé à Moret-Loing-et-Orvanne, en France. Il est inscrit aux monuments historiques depuis 1926, avec une partie depuis 1939.

## Situation et accès
L'ensemble est situé le long de la rive gauche de la rivière du Loing et en partie sur la place du Champ-de-Mars, dans le centre-ville de Moret-sur-Loing (commune déléguée de Moret-Loing-et-Orvanne). Plus largement, il se trouve dans le département de Seine-et-Marne, en région Île-de-France.

## Statut patrimonial et juridique
Les fragments de remparts en aval du pont, le quai et le lavoir au pied des remparts font communément l’objet d’une inscription au titre des monuments historiques par arrêté du 12 avril 1926, la partie des remparts située au nord de la façade ouest de la porte de Paris, d'une inscription par arrêté du 8 juin 1939 en tant que propriété de la commune et propriété privée selon la partie.